# La Prose du Transsibérien et de la petite Jehanne de France (livre)

La Prose du Transsibérien et de la petite Jeanne de France est un livre d'artistes publié en 1913 aux éditions Les Hommes nouveaux. Il est composé du poème du même nom de Blaise Cendrars et des couleurs de Sonia Delaunay. Cet ouvrage se veut « le premier livre simultané ».

## Une amitié: Cendrars et les Delaunay
Cendrars rencontre les Delaunay par l’intermédiaire de Guillaume Apollinaire à qui il a envoyé une plaquette des Pâques à New York en juillet 1912 alors qu'elle est publiée en tant que hors-série de la revue Les Hommes nouveaux, revue à un seul numéro. Le poète fait une lecture de son écrit dans le courant de l’année 1912 à l’atelier des Delaunay, rue des Grands-Augustins à Paris. L’affinité entre Cendrars et Sonia Delaunay est avant tout celle de la langue russe, langue que parle Cendrars et langue maternelle pour Sonia Delaunay, et esthétique. Celle-ci réalise pour Les Pâques une reliure agençant des papiers colorés qui annonce le travail réalisé pour la Prose du Transsibérien. Michel Hoog note ainsi qu'« on ne saurait donner trop d’importance à cette précieuse reliure exécutée le 1er janvier 1913, en présence de Blaise Cendrars, et qui constitue… l’inauguration d’un langage nouveau. Libérées de toute intention figurative, les taches de couleurs sont constituées par des morceaux de papiers découpés et collés avec grand soin, déterminant des à-plats de forme régulière, sans aucune modification… ».

## Conception et édition

### Projet initial et réalisation
La mise en page et les illustrations de la Prose ne sont décidées qu’après l’écriture du poème. Un des obstacles majeurs à la production du livre est le manque de moyen. Pour pallier ce problème est réalisé un bulletin de souscription de 24 × 7 cm sur lequel est écrit en caractères manuscrits :
« Prose du Transsibérien et de la petite Jehanne de France / représentation synchrome / peinture simultanée/ Mme Delaunay-Terk / texte Blaise Cendrars »
Sonia Delaunay commence par faire une maquette du poème, l'huile sur toile La Prose du Transsibérien et de la petite Jehanne de France ne comprend que la peinture de l'artiste. Le tirage des soixante exemplaires est réalisé grâce à la technique du pochoir. Au-delà des formes géométriques colorées une des particularités de la présentation est d'utiliser une douzaine de polices de caractère différentes, avec des variations dans la casse et la couleur (quatre couleurs sont utilisées: le bleu, le vert, le rouge et l'orangé). La non-conventionalité de la mise en page se poursuit aussi dans le choix d'un alignement à droite du texte, obligeant le lectorat occidental, habitué à une lecture de gauche à droite, à entrer dans le poème par l'image.
Le justificatif de tirage porte la commande à l’imprimerie à 150 exemplaires dont 8 sur parchemin, 28 sur japon et 114 sur simili, cependant le tirage fut inférieur à ce nombre. Chaque exemplaire fait deux mètres de long, la totalité de l’édition des 150 exemplaires devait atteindre trois cents mètres de haut, c'est-à-dire la hauteur de la tour Eiffel point ultime de la lecture verticale, point d’arrivée du narrateur partant de Moscou, Paris : « Ville de la Tour unique du grand Gibet et de la Roue »[réf. incomplète]."  La grande feuille est pliée en deux dans le sens de la longueur pour ensuite être repliée dix fois en accordéon afin d’atteindre un format de 180 × 100 mm, format proche d’un livre conventionnel ou d'un tract. Le texte typographié se situe sur la droite de la feuille, alors que les couleurs sont sur la gauche. Antoine Coron explique la baisse du tirage par le manque de moyens : « Parce que la reproduction au pochoir de la peinture était relativement coûteuse, on n'aurait réalisée celle-ci, chez Creté, que pour une soixantaine d'exemplaires annoncés, réservant le tirage du reste pour plus tard. Les souscripteurs furent si peu nombreux et la guerre vint si vite qu'on n'eut jamais l'occasion d'achever l'impression. Quand La Prose apparut comme une date capitale dans l'histoire du livre et de la peinture moderne, il était trop tard ».

### Texte et images
Les relations entre le texte de Cendrars et la peinture de Sonia Delaunay sont dictées par la technique du simultané. Les recherches sur la couleur et la lumière menées par les Delaunay s'inscrivent dans les liens tissés entre l'étude de la couleur et celle du son, notamment de la musique. Le rythme dicte la création dans la Prose du Transsibérien, le poème varie entre le rythme intérieur de l'introspection du narrateur et la cadence rapide du train, vitesse fluctuante entre les arrêts et les accélérations de la locomotive. Les formes colorées répondent au même impératif du rythme. Le simultané repose sur la base rythmique du poème, le travail de Sonia Delaunay dépasse ainsi l'illustration du texte.
Le Bal Bullier de 1913 par son format horizontal de 33 × 95 cm annonce les recherches sur le rythme et la couleur. Apollinaire confirme l'idée d'un simultanéisme qui travaille sur le rythme en jouant sur la métaphore musicale : « Blaise Cendrars et Mme Delaunay Terck ont fait une première tentative de simultanéité écrite où des contrastes de couleurs habituaient l'œil à lire d'un seul regard l'ensemble d'un poème, comme un chef d'orchestre lit d'un seul coup les notes superposées dans la partition, comme on voit d'un seul coup les éléments plastiques et imprimés d'une affiche ».
J. F Thibault explique le poème à travers la dynamique du mouvement : « le dernier vers du poème résume le double paradoxe unité-multiplicité/immobilité-mouvement: "Paris/Ville de la Tour unique du grand Gibet et de la Roue. Allusion emblématique à l'art simultané de Delaunay qui fait figurer la Roue de l'exposition Universelle de 1900 à côté de la Tour Eiffel »[réf. incomplète]. C'est aussi le paradoxe qui est exposé dans le trajet embrouillé du narrateur qui part de Moscou en direction de Kharbine : « Tsitsika et Kharbine / Je ne vais pas plus loin / C'est la dernière station / Je débarquerai à Kharbine comme on venait de mettre / le feu aux bureaux de la Croix-Rouge »[réf. incomplète], et qui pourtant finit à Paris.
Chris Michaelides rapporte la poétique de Cendrars, l'utilisation des vers libres, la suppression de la ponctuation dans certains passages, l'accumulation et la juxtaposition des noms de gare, aux techniques cinématographiques, permettant ainsi de lier la Prose du Transsibérien à La Fin du monde filmée par l'Ange N.D.  de 1919, illustrée par Fernand Léger, ainsi que la participation de Cendrars au film d'Abel Gance, La Roue de 1923, dont les premiers plans sont ceux d'un train en marche.

## Simultané et polémique
L’expression « poème simultané » entraîne Blaise Cendrars et Sonia Delaunay dans une polémique insoupçonnée. L'accueil réservé au poème est très mitigé et les critiques acerbes tandis qu’une querelle se noue autour du sens et de l'emploi ainsi que de la paternité du terme « simultané ».

### De vives critiques
Paris-Journal se fait ironique quant à la publication de ce premier livre simultané et le 13 octobre 1913 : « Le texte du livre La Prose du Transsibérien est mince : poème en 400 vers. Il n’y a aucune raison pour qu’il ne le soit pas en 4 000 ou 40 000. Et les deux fumistes espèrent que leurs contemporains qui les verront au Salon d’Automne leur feront pour le moins la réclame qu’obtinrent les futuristes et les cubistes. Les deux collaborateurs connaissent leur époque ».

### Utilisation du terme « simultané »
Parallèlement aux critiques qui jugent le livre comme un travail de fumistes, Cendrars et Sonia Delaunay sont aussi la cible d’une critique de plagiat.
Robert Delaunay commence à travailler sur le « simultané » dans ses peintures de la Tour Eiffel, et quelque temps après avec Les Fenêtres de 1912 (Les Fenêtres sur la ville, Les Fenêtres simultanées, et Fenêtres en trois parties ). Sonia Delaunay suit avec Contrastes Simultanés de 1913. Robert Delaunay tirait cette pratique de la loi du contraste simultané des couleurs de 1839 énoncée par Chevreul - un phénomène vibratoire selon lequel deux couleurs côte à côte se modifient l'une l'autre -  et des théories des couleurs développées au XVIIIe et au XIXe siècle, comme le disque de Newton. Dans une conférence de 1924 Delaunay donne sa version du simultané : « Le sens de la vie poétique donnée à la matière se traduit par la matière même : la couleur » ;
« Les contrastes simultanés sont à la base naturellement de cet organisme vivant, on voit déjà l'évolution depuis les premiers travaux de forme-couleur inséparablement en opposition à la couleur traditionnelle où la couleur est liée au clair-obscur ».
La Prose du Transsibérien  est proche de la série des Fenêtres. Dans les deux cas l'œil du spectateur tourne entre les formes colorées provoquant une désorientation par rapport à une vision classique.
Cendrars, à son tour, développe le simultané dans le domaine poétique avec  Dix-neuf poèmes élastiques et particulièrement Tour qui répond à la toile de Robert Delaunay[réf. incomplète]. Cendrars définit le travail simultané de son ami en ces termes : « Le mot Simultané est un terme de métier. [...] Le simultané est une technique, le contraste simultané est le perfectionnement le plus nouveau de ce métier, de cette technique. Ce contraste simultané est de la profondeur de la vue - réalité - forme - - construction - représentation - vie. La profondeur est l'inspiration nouvelle. On vit dans la profondeur: j'y suis - les sens y sont - et l'esprit ».
Agnès Paulot fait remarquer que la querelle naît en majeure partie en raison du caractère poreux de la notion de « simultanéité ». Elle est employée autant par des artistes que par des écrivains, quasiment comme un synonyme de modernité, sans qu’elle soit clairement définie. La notion de simultanéité est utilisée à la fois par les futuristes, par Barzun et par les Delaunay.
Henri-Martin Barzun, directeur de la revue Poème et drame, s’élève contre la Prose du Transsibérien en accusant ses auteurs de plagiat quant au terme de simultané, il se veut l’inventeur de la notion en poésie qu’il définit à plusieurs reprises dans sa revue et ses écrits. Il se réclame de l’invention de la notion avant même les surréalistes et les Delaunay. Il se place dans la recherche d’une poésie nouvelle autant en ce qui concerne les sonorités que la qualité visuelle des poèmes. La synesthésie que défend Barzun est proche théoriquement des textes proposés par les futuristes à la même époque.
Le manifeste de Marinetti Imagination sans fils et les mots en liberté, qui paraît en juin 1913 appelle de ses vœux un poète qui « détruira brutalement la syntaxe ne parlant, gardera bien de perdre du temps à construire ses périodes, abolira la ponctuation et l’ordre des adjectifs et vous jettera à la hâte, dans les nerfs de toutes ses sensations visuelles auditives et olfactives, au gré de leur galop affolant ». Marinetti affirme de plus que sa « révolution est dirigée en outre contre ce qu’on appelle harmonie typographique de la page qui, qui est contraire aux flux et aux reflux du style qui se déploie dans la page ».
À cette accusation de plagiat, Cendrars et Sonia Delaunay apportent une précision : « Le simultanéisme de ce livre est dans sa présentation simultanée et non illustrative. Les contrastes simultanés des couleurs et le texte forment des profondeurs et des mouvements qui sont l’inspiration nouvelle. Maintenant pour qu’il n’y ait pas de malentendu et quoique vous n’en ayez pas parlé, permettez-moi de vous dire que ce Premier Livre Simultané est également loin des théories scolaires du pion Henri-Martin Barzun, qui dogmatiquement, publie sous couverture d’indigestes conversations successives »[réf. incomplète]. Cendrars constitue une liste présentant tout ce qu’il juge être des œuvres simultanées en remontant avant 1910 intitulée Du simultané. Peinture, sculpture, poésies, robes, affiches, livres, etc. Finalement Cendrars fait paraître un texte dans Der Sturm qui se clôt ainsi « … Voilà ce que je tenais à dire : j’ai la fièvre. Et c’est pourquoi j’aime la peinture des Delaunay, pleine de soleils, de ruts et de violences. Madame Delaunay a fait un si beau livre de couleurs, que mon poème est plus trempé de lumière que ma vie. Voilà ce qui me rend heureux. Puis encore, que ce livre ait deux mètres de long ! – Et encore, que l’édition atteigne la hauteur de la Tour Eiffel ! … Maintenant il se trouvera bien des grincheux pour dire que le soleil a peut-être des fenêtres et que je n’ai jamais fait mon voyage… ».
Enfin le terme d'orphisme s'ajoute à l'ensemble des définitions du simultané. Introduit par Apollinaire, il est nuancé par  Robert Delaunay pour qui le mot tentait de « rallier au cubisme toute manifestation d'art de l'époque, dans le sens plutôt de faire un groupe homogène pour rallier la Jeunesse artistique en faisant une seule force. [...] Seulement, lui, me poète, ne voyait peut-être pas l'essence constructive si importante »[réf. incomplète].